# Dungeon Keeper 2
Ne doit pas être confondu avec AI Dungeon 2.
Dungeon Keeper 2 est un jeu vidéo mêlant god game et stratégie en temps réel développé par Bullfrog et édité par Electronic Arts le 1er juillet 1999. Il est la suite du premier Dungeon Keeper sorti en 1997 et créé par Peter Molyneux.

## Système de jeu
À l'instar du premier volet, Dungeon Keeper 2 propose au joueur d'incarner le gardien d'un donjon, un lieu souterrain peuplé de créatures maléfiques soumises à ses ordres. Ce donjon est régulièrement assailli par de preux chevaliers en quête de gloire venant de la surface. Pour se défendre, le joueur doit peupler son donjon de créatures et placer des portes et des pièges aux endroits stratégiques.
Parallèlement, le joueur doit également développer son donjon en construisant de nouvelles salles afin d'attirer des créatures plus puissantes. À cette fin, il lui faut s'enrichir en découvrant de nouveaux gisements d'or ou de gemmes. Il dispose à cet effet de petits lutins mineurs qu'il envoie creuser de multiples galeries alentour.
Le jeu prend ainsi à contrepied les jeux heroïc-fantasy traditionnels dans lesquels le joueur incarne justement les héros qui s'aventurent dans les donjons.

### Ressources

#### L'or
Grâce à cet or, le gardien peut installer de nouvelles salles, recruter des créatures plus puissantes et fabriquer des portes et des pièges pour se défendre face aux attaques surprises des héros ennemis.
De plus, les créatures de votre donjon réclament régulièrement un salaire. Si une créature ne reçoit pas son salaire (car le trésor est vide), elle devient malheureuse et peut quitter le donjon.
Il existe également des gisements de gemmes ; contrairement à l'or ceux-ci sont inépuisables. En général en posséder un seul suffit à ne plus avoir de problèmes d'argent à long terme. Il est conseillé de construire une salle au trésor à proximité immédiate de ces gisements illimités.

#### Le mana
L'autre ressource est le mana. Il permet de créer des lutins supplémentaires, de lancer des sorts offensifs ou défensifs, de faire fonctionner les pièges, etc. .
Vous êtes limité à 200000 points de mana. Chaque lutin invoqué et chaque piège consomme du mana en continu.
La régénération de mana est directement proportionnelle à la taille de votre territoire, c'est-à-dire au nombre de « cases » qu'il comporte, que vous ayez construit quelque chose dessus ou non. Néanmoins, il existe une limite de régénération de mana de 500 points par seconde.
Il est possible d'augmenter cette limite maximale de 100 points à chaque dépôt de mana trouvé. Ainsi:
(nombre de cases de votre territoire, au maximum 500)+100*(nombre de dépôts de mana trouvés)= mana gagné par seconde
Pour quelqu'un ayant un territoire de 500 cases (ou plus) et ayant trouvé 2 dépôts de mana cela donne :
500+100*2= 700 mana gagné par seconde

### Les pièges
De nombreux pièges sont mis à votre disposition pour protéger le cœur de donjon. Dans la plupart des cas, les pièges à eux seuls ne suffisent pas à arrêter l'ennemi, mais ils le ralentissent et l'affaiblissent suffisamment pour que les créatures puissent l'achever facilement.
Les pièges peuvent être détruits et chaque piège consomme du mana ; c'est pourquoi il faut veiller à vendre les pièges devenus inutiles.
- Pièges consommant 5 mana par seconde : 
  - Sentinelle : dégâts minimes et peu précis. Pour un maximum d'efficacité, détruisez les murs inutiles obstruant leur champ de tir.
  - Effroi : Effraie les créatures qui s'en approchent. (excepté les guerriers les plus intrépides ou les squelettes)
  - Alarme : détecte les intrusions et vous informe du lieu de l'intrusion par un message et une alerte sonore.
  - Gaz toxique : dégâts faibles. Libère un nuage de vapeur toxique.
  - Herse : dégâts moyens. Empale les créatures ennemies qui s'en approchent.
  - Déclencheur : Agit sur le piège posé sur le "carré" adjacent.
  - Rocher : dégâts importants : un énorme rocher qui ira se fracasser tout seul comme un grand contre l'ennemi ! (usage unique) Portée limitée à quelques cases. Peut aussi blesser vos créatures !
- Pièges consommant 10 mana par seconde : 
  - Souffle givrant : dégage un souffle glacé magique et paralysie l'ennemi.
  - Anneaux de feu : dégâts dévastateurs. Crache un souffle incandescent d'origine magique qui se propage tel un disque de feu.
- Piège consommant 25 mana par seconde : 
  - Décharge Électrique : dégâts importants. Projette des éclairs magiques. Ses effets seront dévastateurs si l'ennemi se trouve dans l'eau.

#### Les portes
Les portes ne sont pas des pièges à proprement parler mais elles permettent de ralentir l'ennemi tant qu'elles résistent. Il est aussi possible d'empêcher l'accès à une zone à vos lutins suicidaires ou d'enfermer vos créatures dans une salle en verrouillant la porte (il suffit de cliquer dessus).
Toutes les portes – même magiques – ne consomment pas de mana.
Les portes peuvent être :
- en bois : résistance faible mais rapides à fabriquer ;
- renforcées : résistance moyenne ;
- en acier : résistance élevée ;
- magiques : résistance très élevée et projettent des boules de feu ;
- secrètes : résistance élevée et invisibles pour l'ennemi.

Les barrières ne sont pas des portes mais elles bloquent le passage de toutes les créatures terrestres ; elles ne bloquent pas les projectiles. Contrairement aux portes qui ne peuvent être placées qu'entre deux murs, il est possible de mettre des barrières partout.

### Salles
Diverses salles permettent de loger et de nourrir vos créatures, mais aussi d'en attirer d'autres ou d'avoir accès à de nouvelles fonctionnalités.

#### Bâtiments non constructibles
- Cœur du Donjon : le cœur de votre donjon est à défendre à tout prix. Une fois détruit, vous avez perdu. Vos ennemis le savent déjà...
- Portail : vous ne pouvez pas construire de portails, il faudra les capturer. Permet d'obtenir des créatures supplémentaires. On peut se débarrasser de créatures en les plaçant au centre du Portail. Le nombre de créatures maximum est limité, donc se débarrasser des premiers arrivés (comme les gobelins, par exemple) permet, une fois certaines salles construites, d'obtenir de bien meilleures créatures.
- Portails des héros : comme vos portails, mais en version héros. Des renforts ennemis arrivent régulièrement par ces portails. Le fait de cerner ces portails avec votre territoire les détruira.

#### Bâtiments constructibles
Le nombre de case indiqué est le nombre minimum. Il est presque toujours plus avantageux d'avoir de plus grandes salles.
- Antre : 1 case minimum. Chaque case de l'antre vous permet de loger une créature. L'antre permet également de soigner vos créatures sauvées à temps par vos lutins.
- Couvoir : 3x3 cases minimum. Attire les démons bilieux à partir de 25 cases. Permet de nourrir vos créatures. Permet aussi de nourrir les prisonniers si on leur apporte soi-même des poulets.
- Trésorerie : 1 case minimum. Chaque case vous permet d'augmenter votre stock d'or maximum. En placer près des gisements d'or ou de gemmes permet de gagner un temps précieux en transport.
- Salle d'entraînement : 3x3 cases minimum. Attire les salamandres. Permet d'entraîner vos créatures jusqu'au niveau 4. Coûte de l'argent au fonctionnement.
- Bibliothèque Occulte : 3x3 cases minimum. Attire les mages. Permet d'obtenir des sorts supplémentaires (même sans mages !). Contient les reliques.
- Atelier : 3x3 cases minimum. Permet de fabriquer des pièges et portes. Les objets sont fabriqués suivant l'ordre dans lequel ils sont demandés. Plus les ouvriers sont nombreux et plus les rendements sont élevés. Il est possible d'enfermer les forgerons afin de ne pas les distraire de leur travail.
- Salle de garde : 1 case minimum. Attire les elfes noires, qui adorent monter la garde. Les créatures présentes en salle de garde alertent leurs compagnons environnants des intrusions.
- Prison : 3x3 cases minimum. Les ennemis agonisants y sont emmenés. Lorsqu'ils meurent ils sont transformés en squelettes de niveau 1 (humanoïdes seulement). Le verrou peut empêcher l'entrée de nouveaux prisonniers.
- Salle de torture : 3x3 cases minimum. Attire les maîtresses noires et les chevaliers noirs. Permet d'obtenir des informations sur l'ennemi. Certaines fois, l'emplacement du chef ennemi ou son cœur du donjon vous seront même révélés ! Permet également de convertir des créatures ennemies à votre cause : placer les créatures de la prison aux machines de torture et les soigner pour prolonger leurs souffrances. Il est plus intéressant d'obtenir un géant ou chevalier de niveau 6 qu'un squelette de niveau 1.
- Casino : 5x5 cases minimum. Attire les crapules et les gobelins. Permet selon le réglage de rendre vos créatures heureuses (coûte de l'argent) ou malheureuses (rapporte de l'argent)
- Cimetière : 3x3 cases minimum. Attire les vampires. Les cadavres y sont déposés pour attirer les vampires. Rien ne se perd...
- Arène : 4x4 cases minimum. Attire les chevaliers noirs. Permet d'entraîner vos créatures jusqu'au niveau 8. On peut également y faire combattre ses créatures contre des Héros.
- Temple : 3x3 cases minimum. Attire les anges noirs. Le niveau de contentement de vos créatures augmente. Génère du Mana lors des prières. Les sacrifices apportent des bonus[2] :
  - 2 Crapules ⇒ 1 Salamandre
  - 2 Chevaliers noirs ⇒ 1 Vampire
  - 2 Salamandres ⇒ 1 Maîtresse noire
  - 2 Sorciers ⇒ 1 Gobelin
  - 2 Vampires ⇒ 1 Démon bilieu
  - 2 Maîtresses noires ⇒ 1 Squelette
  - 2 Squelettes ⇒ 1 Elfe
  - 2 Elfes ⇒ 1 Troll
  - 2 Trolls ⇒ 1 Sorcier
  - 2 Démons bilieu ⇒ 1 Crapule
  - 2 Sorciers ⇒ 1 Démon bilieu
  - 1 Squelette + 1 Troll ⇒ 1 Démon bilieu
  - 1 Salamandre + 1 Elfe ⇒ 1 Maîtresse noire
  - 2 Chevaliers noir ⇒ 1 Vampire
  - 3 Moines ⇒ Augmente le mana
  - 1 Démon bilieu + 1 Sorcier + 1 Elfe ⇒ Des Lutins
- Les ponts n'attirent pas de créature particulière mais ils permettent à celles-ci de se déplacer au-dessus de l'eau et de la lave :
  - Pont de bois : permet de franchir l'eau ou la lave. Brûle rapidement sur la lave.
  - Pont de pierre : plus cher mais résiste à la lave.

### Créatures
De nombreuses créatures élisent domicile dans le donjon :
- Les lutins : Ces créatures créées par magie sont la main d'œuvre principale dans les donjons. Ce sont eux qui creusent, récoltent l'or, renforcent les murs, posent les pièges, traînent les corps… Ils sont assez chétifs mais compensent en partie cela par leur rapidité et leur aptitude à fuir face au danger.
- Les gobelins : Ils sont des guerriers de base. On les retrouve dans tous les donjons. Seuls, ils sont plutôt faibles.
- Les sorciers : Ces puissants mages passent leur temps à étudier dans les bibliothèques pour découvrir de nouveaux sorts. Leur faculté à lancer des sorts est utile au Maître du donjon.
- Les lucioles : Ces petites créatures volantes ne sont pas de bonnes combattantes, mais excellentes dans l'exploration des galeries souterraines. En effet, ni l'eau ni la lave ne les affectent.
- Les trolls : Ils sont de bons ouvriers dans les ateliers des donjons. Leur grande dextérité leur procure le pouvoir de fabriquer des pièges et des portes, mais aussi d'en désamorcer. Cependant, ils sont de piètres combattants.
- Les elfes noires : Ces exilées des royaumes elfiques sont douées d'une habileté hors du commun qui en font d'excellentes tireuses à l'arbalète qui défendront votre donjon avec zèle.
- Les squelettes : Ces morts-vivants servent de chair-à-canon dans les combats. Ils ne connaissent pas la peur et ne nécessitent aucune nourriture et aucun repos; ils se jetteront dans la bataille, même à un contre dix.
- Les maîtresses noires : Ces femmes vêtues de cuir se complaisent dans la douleur. Elles prennent goût à torturer (les ennemis comme les alliés) et ne craignent pas de mourir au combat malgré leur relative faiblesse physique. Les combats tourneront vite à votre avantage si ces violentes dames combattent à vos côtés. Elles disposent en effet du sort de foudre, très utile !
- Les salamandres : Ces sortes de gros lézards affectionnent particulièrement les lieux chauds et les bains de lave. Elles sont de bonnes combattantes et peuvent traverser d'immenses lacs de lave.
- Les crapules : Les crapules comptent dans leur rang des assassins, des brigands et autres sinistres personnages. Ce sont des êtres sournois et imprévisibles qui n'hésiteront pas à voler votre argent.
- Les démons bilieux : Ils sont des monstres gloutons et vils, mais sont particulièrement doués dans les travaux manuels et sont d'excellents piliers durant les batailles.
- Les vampires : Ces princes de la nuit quasiment immortels ont des aptitudes notables en ce qui concerne la magie, parfois capables de lever des armées de morts-vivants. À chaque mort, ils ressuscitent en perdant un niveau d'expérience, sauf s'ils étaient de niveau 1 ou si le coup de grâce est porté par un prêtre. Ils craignent l'eau.
- Les chevaliers noirs : Ces guerriers ont choisi de s'écarter des chemins vertueux pour se dévouer au Mal et faire couler le sang des bons chevaliers.
- Les anges noirs : Ces créatures divines tombées en disgrâce sont de très puissants alliés capables d'invoquer des légions de morts-vivants et douées d'une force surpuissante.

Horny, monstre emblématique de la série Dungeon Keeper, est toujours présent, mais sous la forme d'une invocation dévastatrice et très coûteuse en mana.

### Créatures élite
À partir de la version 1.61, il est possible d'attirer une des treize créatures de puissance supérieure en construisant des salles d'une forme particulière, :
- Gobelin : Grubb
- Luciole : Bzzzt
- Troll : Knud
- Salamandre : Furnace
- Sorcier : Almeric
- Elfe noir : Zenobia
- Démon bilieux : Bloz
- Crapule : Gervaise
- Maîtresse noire : Dominique
- Squelette : Bane
- Chevalier noir : Kaleb
- Vampire : Kessler Van Doom
- Ange noir : Zachariah

### Sorts
Il existe de nombreux sorts offensifs, défensifs ou utilitaires : 
- Invocation de lutin : chaque utilisation de ce sort invoque un lutin supplémentaire. Un sort indispensable, mais chaque lutin invoqué est magique et cela rogne donc votre régénération de mana.
- Guérison : guérit la créature ciblée. Indispensable en combat et seul moyen de guérison des squelettes.
- Foudre : envoie une décharge électrique qui assomme et endommage les ennemis sur votre territoire.
- Œil du diable : permet de voir les zones masquées par le brouillard de guerre.
- Possession : permet de prendre le contrôle d'une créature de voir par ses yeux et d'attaquer à sa place.
- Ralliement : crée un point de ralliement où vos créatures se masseront.
- Alchimie : fait apparaître un tas d'or à l'endroit choisi.
- Pluie de feu : envoi une pluie de boule de feu causant de grands dégâts aux alliés et aux ennemis.
- Séisme : détruit les murs ennemis.

De plus, le fait de trouver des reliques, en général assez bien cachées ou gardées, donne accès à des sorts spéciaux : 
- Gain de niveau : toutes vos créatures gagnent un niveau.
- Guérison totale : guérit toutes vos créatures tenant encore debout.
- Sécurité : renforce la solidité de vos murs.
- Mécontentement dans les rangs : rend les troupes ennemies déloyaux de leur maître les faisant quitter leur Donjon.

## Suite
Dungeon Keeper 3 : le CD de Dungeon Keeper 2 contient une vidéo prévoyant un troisième volet mais le développement a été annulé le 1er août 2000 par Electronic Arts. Un membre de Bullfrog, Ernest W. Adams (designer en chef de l'équipe DK3 à l'époque), déclara sur son site web que Dungeon Keeper 3 aurait dû s'appeler War for the Overworld. Les deux principales nouveautés consistaient en la possibilité que l'action se déroule en extérieur et en l'arrivée d'une troisième race neutre appelée les Ainés. Toujours d'après Ernest W. Adams, le projet fut stoppé par Electronic Arts, trop frileux pour se lancer dans un Dungeon Keeper expérimental après le semi-échec commercial du second volet et un marché du jeu vidéo PC en recul à l'époque avec l'arrivée de la PS2. Cette décision marqua la fin de la marque Bullfrog. La société était détenue par EA depuis 1998 qui réaffecta les employés de Bullfrog sur d'autres projets tels que la série Harry Potter.
Le jeu War for the Overworld (en), sorti en 2015 et développé par Subterranean Games, est considéré comme le successeur spirituel de la série et a reçu l'appui personnel de Peter Molyneux.